# قائمة مؤلفات بدر شاكر السياب
هذه قائمة مؤلفات بدر شاكر السياب.

## مؤلفاته
| العنوان                                     | سنة نشر الطبعة الأولى | دار النشر المدينة، الدولة                 | ملاحظات                                                             | م |
| ------------------------------------------- | --------------------- | ----------------------------------------- | ------------------------------------------------------------------- | - |
| أزهار ذابلة                                 | 1947                  | مطبعة الكرنك الفجالة، القاهرة             | شعر                                                                 | - |
| أساطير                                      | -                     | منشورات دار البيان                        | شعر                                                                 | - |
| حفار القبور                                 | 1952                  | مطبعة الزهراء                             | شعر                                                                 | - |
| المومس العمياء                              | 1954                  | مطبعة دار المعرفة                         | شعر                                                                 | - |
| الأسلحة والأطفال                            | 1954                  | مطبعة الرابطة                             | شعر                                                                 | - |
| أنشودة المطر                                | 1960                  | دار مجلة شعر                              | شعر                                                                 | - |
| المعبد الغريق                               | 1962                  | دار العلم للملايين                        | شعر                                                                 | - |
| منزل الأقنان                                | 1963                  | دار العلم للملايين                        | شعر                                                                 | - |
| أزهار وأساطير                               | -                     | دار مكتبة الحياة                          | شعر                                                                 | - |
| شناشيل ابنة الجلبي                          | 1964                  | دار الطليعة                               | شعر                                                                 | - |
| إقبال                                       | 1965                  | دار الطليعة                               | شعر                                                                 | - |
| قيثارة الريح                                | 1971                  | وزارة الأعلام العراقية                    | شعر                                                                 | - |
| أعاصير                                      | 1972                  | وزارة الأعلام العراقية                    | شعر                                                                 | - |
| الهدايا                                     | 1974                  | دار العودة بالاشتراك مع دار الكتاب العربي | شعر                                                                 | - |
| البواكير                                    | 1974                  | دار العودة بالاشتراك مع دار الكتاب العربي | شعر                                                                 | - |
| فجر السلام                                  | 1974                  | دار العودة بالاشتراك مع دار الكتاب العربي | شعر                                                                 | - |
| عيون إلزا أو الحب والحرب: عن أراغون         | -                     | مطبعة السلام                              | مجموعة نصوص اختارها وترجمها بنفسه.                                  | - |
| قصائد عن العصر الذري: عن إيدث ستويل         | -                     | -                                         | مجموعة نصوص اختارها وترجمها بنفسه.                                  | - |
| قصائد مختارة من الشعر العالمي الحديث        | -                     | -                                         | مجموعة نصوص اختارها وترجمها بنفسه.                                  | - |
| قصائد من ناظم حكمت                          | -                     | مجلة العالم العربي                        | -                                                                   | - |
| الالتزام واللاالتزام في الأدب العربي الحديث | -                     | منشورات أضواء                             | محاضرة ألقيت في روما ونشرت في كتاب الأدب العربي المعاصر.            | - |
| الشاعر والمخترع والكولونيل                  | 1953                  | جريدة الأسبوع                             | مسرحية من فصل واحد لبيتر أوستينوف. جريدة الأسبوع، بغداد - العدد 23. | - |
| ثلاثة قرون من الأدب: مجموعة مؤلفين          | 1966                  | دار مكتبة الحياة، بيروت                   | في جزأين.                                                           | - |